# Ведрина
Ведрина́ (болг. Ведрина) — село в Добрицькій області Болгарії. Входить до складу общини Добричка.

## Населення
За даними перепису населення 2011 року у селі проживала 541 особа.
Національний склад населення села:
| Національність   | Кількість осіб | Відсоток |
| ---------------- | -------------- | -------- |
| болгари          | 337            | 63,0%    |
| турки            | 190            | 35,5%    |
| цигани           | 3              | 0,6%     |
| Всього відповіли | 535            |          |

Розподіл населення за віком у 2011 році:
Динаміка населення: